# Pentagenia
Pentagenia is een geslacht van haften (Ephemeroptera) uit de familie Ephemeridae.

## Soorten
Het geslacht Pentagenia omvat de volgende soorten:
- Pentagenia robusta
- Pentagenia vittigera